# Austroterobia
Austroterobia is een geslacht van vliesvleugeligen uit de familie Pteromalidae. De wetenschappelijke naam van dit geslacht is voor het eerst geldig gepubliceerd in 1938 door Girault.

## Soorten
Het geslacht Austroterobia omvat de volgende soorten:
- Austroterobia iceryae Boucek, 2004
- Austroterobia maldica Narendran, 2000
- Austroterobia partibrunnea Girault, 1938